# 8527 Katayama
8527 Katayama è un asteroide della fascia principale. Scoperto nel 1992, presenta un'orbita caratterizzata da un semiasse maggiore pari a 2,2597305 UA e da un'eccentricità di 0,1830312, inclinata di 7,41820° rispetto all'eclittica.